# Virginie Atger
Virginie Atger (* 26. September 1984) ist eine französische Distanzreiterin und Trainerin.
2006 gewann sie bei den Weltreiterspielen in Aachen mit Kangoo d’Aurabelle und der französischen Equipe die Goldmedaille. Im Einzelwettbewerb wurde sie Vizeweltmeisterin. 
Bei den Weltreiterspielen 2010 in Lexington (Kentucky) erhielt sie mit Azim du Florival und der französischen Equipe die Silbermedaille. 
2009 hatte sie im Juni den ersten Platz der Weltrangliste der Distanzreiter inne. 
2015 führte sie die Weltrangliste im Distanzreiten an. 
Sie ist im Haras de Jalima in Ampus im Var tätig.

## Kangoo d’Aurabelle
Ihr Erfolgspferd Kangoo d’Aurabelle (* 1998; Vater: Tauqui el Masan) gewann mit Madschid bin Muhammad Al Maktum bei den 2010 Lexington mit der Equipe die Goldmedaille. Diesen Erfolg konnten Kangoo d’Aurabelle und Maktum in 2012 in Euston Park wiederholen. 2013 gewann Kangoo d’Aurabelle bei seinem letzten internationalen Auftritt einen 120-km-Distanzritt in Solt-Révbérpuszta, Ungarn.
Seit Ende 2014 wird Virginie Atger von der FEI als Besitzerin von Kangoo d’Aurabelle geführt.